# Хортицкое сельское поселение
Хортицкое се́льское поселе́ние — муниципальное образование в Нижнеомском районе Омской области Российской Федерации.
Административный центр — село Хортицы.

## История
Статус и границы сельского поселения установлены Законом Омской области от 30 июля 2004 года № 548-ОЗ «О границах и статусе муниципальных образований Омской области».

## Население
| 2010  | 2011  | 2012  | 2013  | 2014  | 2015  | 2016  |
| ----- | ----- | ----- | ----- | ----- | ----- | ----- |
| 1169  | ↘1165 | ↗1173 | ↘1165 | ↘1143 | ↘1126 | ↘1117 |
| 2017  | 2018  | 2019  | 2020  | 2021  | 2023  |       |
| ↘1104 | ↘1086 | ↘1079 | ↘1073 | ↘879  | ↘858  |       |

## Состав сельского поселения
| № | Населённый пункт | Тип населённого пункта       | Население |
| - | ---------------- | ---------------------------- | --------- |
| 1 | Виноградовка     | деревня                      | 78        |
| 2 | Некрасовка       | деревня                      | 4         |
| 3 | Озёрное          | деревня                      | 79        |
| 4 | Удачная          | деревня                      | 67        |
| 5 | Хортицы          | село, административный центр | ↘941      |